# 静岡県コンベンションアーツセンター

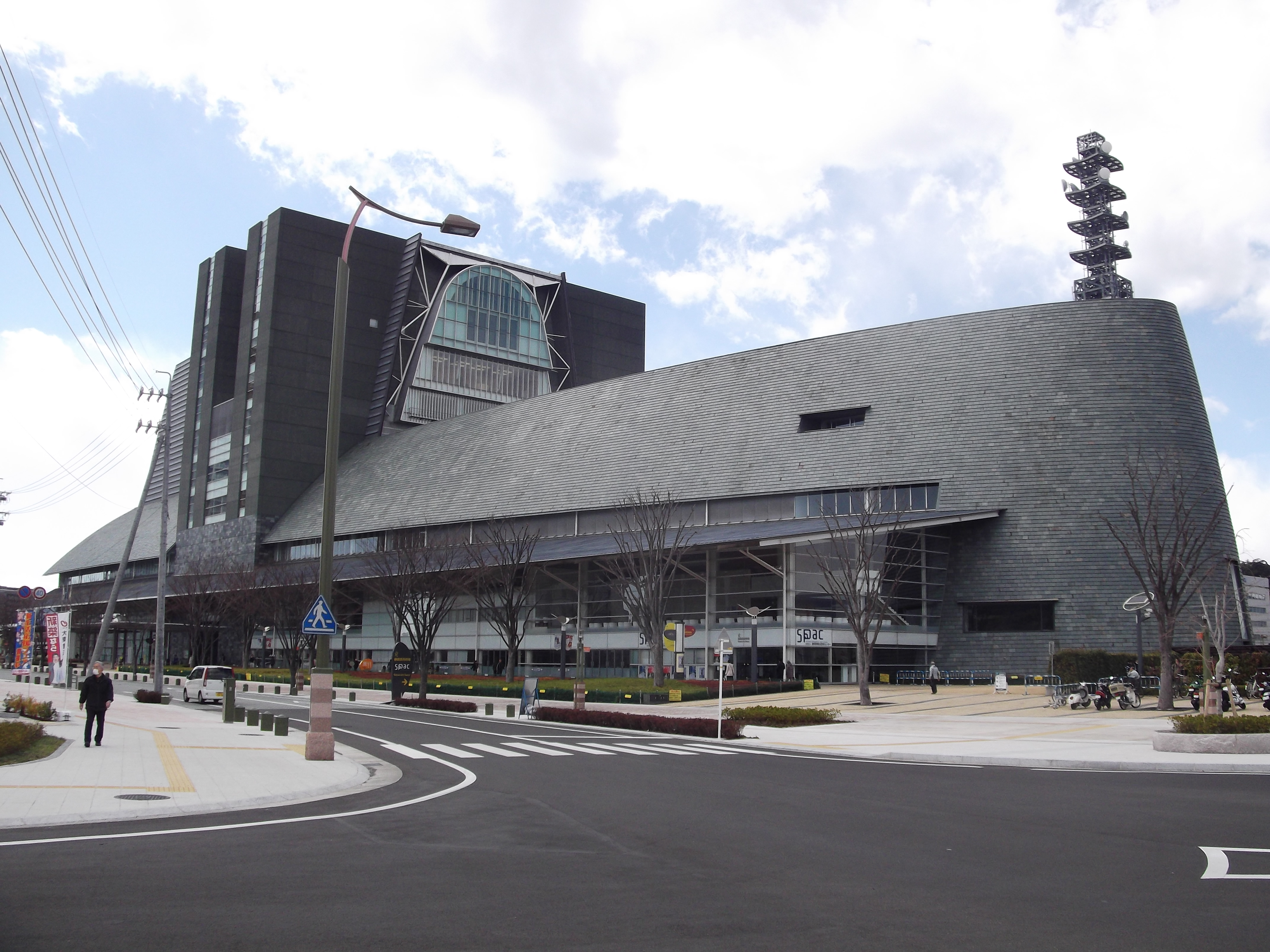
東側から

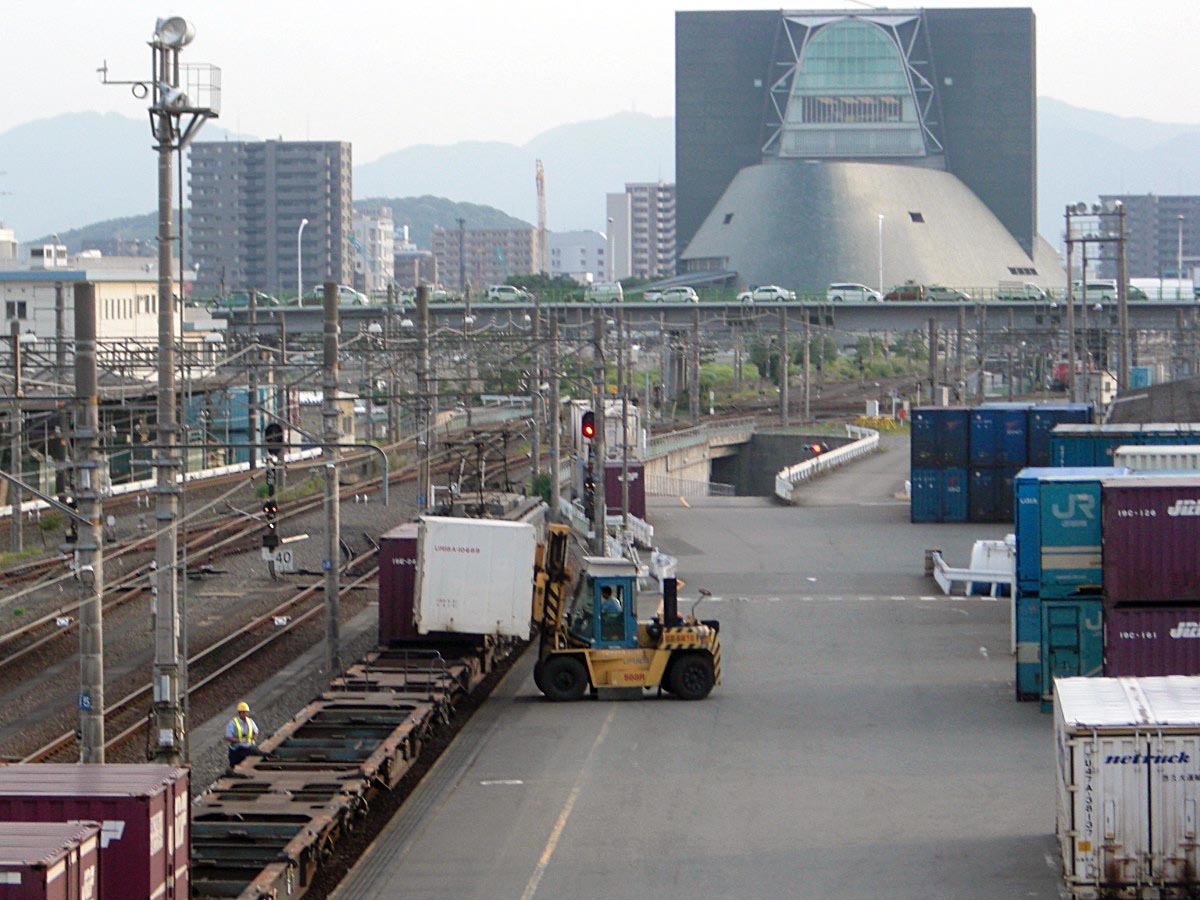
静岡貨物駅と長沼大橋ごしに北東から見る。

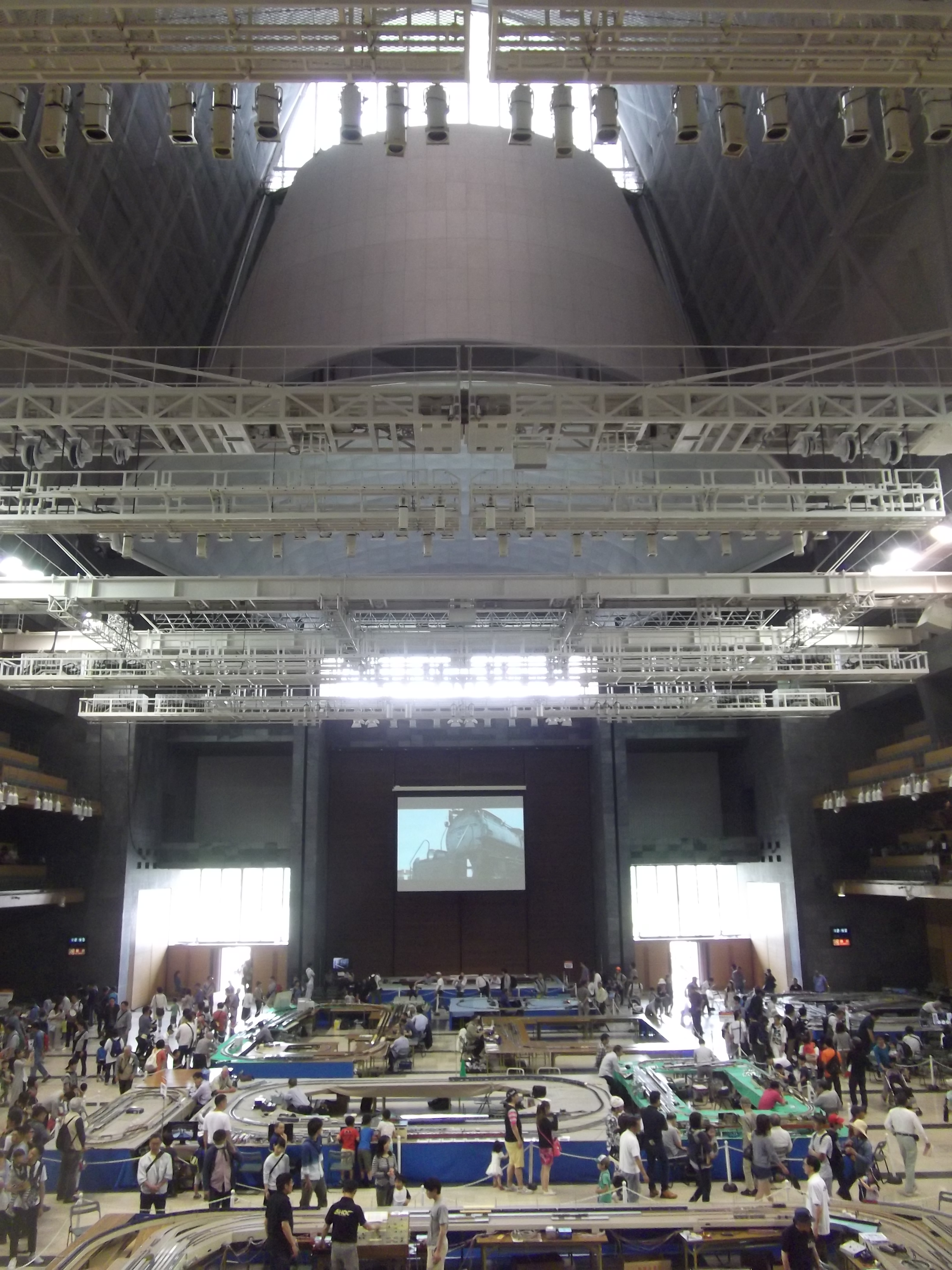
大ホール・海。南西側のファサードの裏側にあたる。（グランシップ トレインフェスタ2016。2016年5月撮影。）

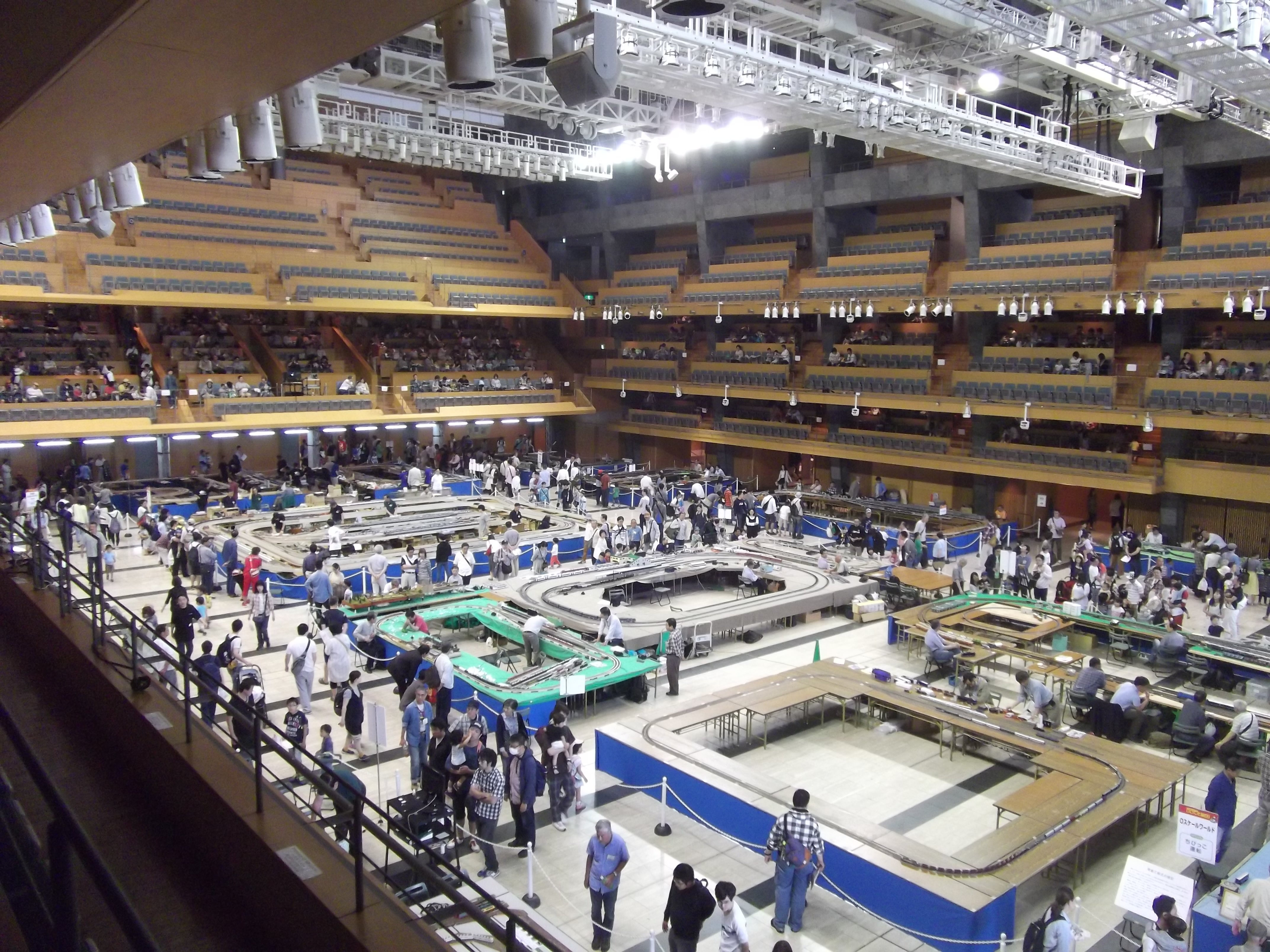
大ホール・海を別角度から。

静岡県コンベンションアーツセンター（しずおかけんコンベンションアーツセンター）は、静岡市駿河区東静岡二丁目のJR東静岡駅南口にある、静岡県立のコンベンションセンター、劇場。建築家の磯崎新によって設計された。

## 概要
外観は船をイメージしており、形にちなんだ「グランシップ」という愛称が付けられている。
地下2階・地上12階建てで延べ床面積は60,360m2あり、全長は200mを越え、高さは約60mと巨大な建造物である。
すぐ脇を通過する東海道本線および東海道新幹線の車窓からもよく目立つ。
この建物の土地と建物を合わせた総事業費は約700億円にのぼる。
大ホール（天井高58m）、中ホール、静岡芸術劇場、会議室や県立図書館グランシップコーナーなどがある。
大ホールは、数千人規模の大規模な会議やイベント会場としての使用が可能となっている。静岡市の成人式が行われる場所でもある。中ホールはコンサートホールとして設計されている。静岡芸術劇場は舞台芸術の上演を目的として設計されており、宮城聰が芸術総監督を務める公益財団法人静岡県舞台芸術センター(SPAC)の活動の本拠地となっている。
最寄駅は東静岡駅。イベント開催時は混雑が見られるが、駅から目と鼻の先ということもあり、利便性は高い。
運営は公益財団法人静岡県文化財団が受託している。財団が行う自主事業の公演の水準は高く評価されている。また、子ども向けの情操教育の一環としての活用にも取り組んでおり、学生向けの鑑賞料の割引や学校単位での鑑賞への交通費の支援なども行っている。しかし、一方では利用者の一部を抽出して調査した結果で約70%が静岡市内在住者となるなど利用者の地域的な広がりに欠けており、県による公費での負担が生じる施設としては受益者が施設近隣に偏っていることを問題視する意見もある。
2011年（平成23年）度は県受託事業収益として約9億円を計上している一方、自主事業収益が約8100万円、貸館事業収益は約2億2000万円となっている。

### 外壁の落下事故
完成から5年後の2004年（平成16年）にスレート製の外壁が落下してから、5年間に合計40回の剥落落下が相次ぎ、その点を含めて2010年9月8日付で静岡県が磯崎新へ公開質問状を送った。
落下対策は3案が提案され、8億 - 14億円を要すると試算された。
実際の改修の内容は、外壁面積8700m2の改修工事で、工事費は8.18億円である。改修はメッシュ張り構法（三角形状パネルを使用した浮かし張り構法）を採用した。2014年11月の完成を目指している。

### 利用状況
グランシップの稼働率は全国や地域（関東甲信越静）の施設と比べても高く、施設別の稼働率では中ホール、展示ギャラリー、大ホールの順で稼働率が高い。
| 年度             | 2007 | 2008 | 2009 | 2010 | 2011 |
| ---------------- | ---- | ---- | ---- | ---- | ---- |
| グランシップ     | 83.2 | 81.2 | 81.3 | 82.3 | 81.8 |
| 全国平均         | 58.2 | 58.5 | 58.2 | 57.9 | -    |
| 関東甲信越静地区 | 63.8 | 63.8 | 63.5 | 62.1 | -    |

| 項目         | 大ホール | 中ホール | 会議ホール | 展示ギャラリー | 交流ホール | その他  | 全体    |
| ------------ | -------- | -------- | ---------- | -------------- | ---------- | ------- | ------- |
| 稼働率(%)    | 80.6     | 85.3     | 76.9       | 84.2           | 78.8       | 81.9    | 81.8    |
| 入館者数(人) | 199,236  | 109,252  | 50,475     | 45,812         | 49,021     | 180,293 | 634,089 |

### 全館構成
■：大ホール・海、■：中ホール・大地、■：会議室、会議ホール・風、■：その他ホール、文化施設、■：練習室、リハーサル室、■：静岡県文化財団事務室、■：電気室、機械室、□：その他
| 階      | 施設                                                  | 施設                                          | 施設                                     | 施設                                  | 施設             |
| ------- | ----------------------------------------------------- | --------------------------------------------- | ---------------------------------------- | ------------------------------------- | ---------------- |
| 12階    | （大ホール・海 吹き抜け）                             | 会議ホール・風 2階席 会議室 1201・1202 特別室 |                                          |                                       |                  |
| 11階    | （大ホール・海 吹き抜け）                             | 会議ホール・風 1階席 会議室 1101              |                                          |                                       |                  |
| 10階    | （大ホール・海 吹き抜け）                             | 会議室 1001 - 1004                            |                                          |                                       |                  |
| 10階    | （大ホール・海 吹き抜け）                             | 展望ロビー                                    |                                          |                                       |                  |
| 9階     | （大ホール・海 吹き抜け）                             | 会議室 901 - 910                              |                                          |                                       |                  |
| 8階     | （大ホール・海 吹き抜け）                             | 機械室                                        |                                          |                                       |                  |
| 7階     | （大ホール・海 吹き抜け）                             | 電気室、機械室                                |                                          |                                       |                  |
| 6階     | （大ホール・海 吹き抜け）                             | 展示ギャラリー1 - 3 集合ホール                |                                          |                                       |                  |
| 5階     | 大ホール・海 5階席 （M - Q）                          | 機械室                                        |                                          |                                       |                  |
| 中5階   | 大ホール・海 5階席 （M - Q）                          |                                               |                                          |                                       |                  |
| 4階     | 大ホール・海 4階席 （K・L・R・S）                     | 電気室                                        |                                          |                                       |                  |
| 3階     | 大ホール・海 3階席 （F - H・J・T） エントランスホール | ロビー                                        | 中ホール・大地 2階席                     |                                       |                  |
| 3階     | 大ホール・海 3階席 （F - H・J・T） エントランスホール | 静岡県文化財団事務室                          | 中ホール・大地 2階席                     |                                       |                  |
| 2階     | 大ホール・海 2階席 （F - I・U） 控室1 - 3             | 映像ホール                                    | 中ホール・大地 1階席後列 楽屋6 - 9、控室 |                                       |                  |
| 2階     | 大ホール・海 2階席 （F - I・U） 控室1 - 3             | 県立図書館コーナー 「えほんのひろば」         | 中ホール・大地 1階席後列 楽屋6 - 9、控室 |                                       |                  |
| 1階     | 大ホール・海 1階席 （A - E） 控室1・2                 | メインエントランス 中央通用口                 | 中ホール・大地 1階席前列 楽屋1 - 5、控室 | カフェ・レストラン bakery&cafe GALLEY | SPAC静岡芸術劇場 |
| 1階     | 大ホール・海 1階席 （A - E） 控室1・2                 | 託児室                                        | 中ホール・大地 1階席前列 楽屋1 - 5、控室 | カフェ・レストラン bakery&cafe GALLEY | SPAC静岡芸術劇場 |
| 1階     | 大ホール・海 1階席 （A - E） 控室1・2                 | ふじのくに文化情報センター                    | 中ホール・大地 1階席前列 楽屋1 - 5、控室 | カフェ・レストラン bakery&cafe GALLEY | SPAC静岡芸術劇場 |
| 地下1階 | 大ホール・海 楽屋1 - 18                               | リハーサル室 練習室1 - 4                      |                                          |                                       |                  |
| 地下2階 |                                                       | 電気室、機械室                                |                                          |                                       |                  |

## 沿革
- 1994年（平成6年）4月～1995年（平成7年）5月 - 建設予定地一帯は曲金北遺跡にあたるため、建設工事に先立って発掘調査が行われる。結果、弥生時代～古墳時代の大規模な小区画水田や、古代東海道と見られる幅約9メートル、両脇の側溝幅2～3メートルを測る大型直線道路が発掘された[14]。
- 1999年（平成11年）3月13日 - オープン。
- 1999年（平成11年）4月16日 - 6月13日 - 第2回シアター・オリンピックス開催。
- 2010年12月1日 - 外壁剥落対策検討の報告書が提出される[8]。
- 2017年10月7日 - 住居表示の実施により所在地が駿河区池田79番地の4から駿河区東静岡二丁目3番1号となる。